# Juslapeña
Juslapeña (em castelhano) ou Txulapain (em basco) é um município da Espanha na província e comunidade foral (autónoma) de Navarra. Tem 31,51 km² de área e em 2021 tinha 585 habitantes (densidade: 18,6 hab./km²).

## Demografia
| Variação demográfica do município entre 1991 e 2004 | Variação demográfica do município entre 1991 e 2004 | Variação demográfica do município entre 1991 e 2004 | Variação demográfica do município entre 1991 e 2004 |
| --------------------------------------------------- | --------------------------------------------------- | --------------------------------------------------- | --------------------------------------------------- |
| 1991                                                | 1996                                                | 2001                                                | 2004                                                |
| 424                                                 | 464                                                 | 494                                                 | 491                                                 |